# Lijst van voetbalinterlands Filipijnen - Noord-Korea
Deze lijst van voetbalinterlands is een overzicht van alle officiële voetbalwedstrijden tussen de nationale teams van de Filipijnen en Noord-Korea. De landen speelden tot op heden vier keer tegen elkaar. De eerste ontmoeting, een groepswedstrijd op de AFC Challenge Cup 2012, werd gespeeld in Kathmandu (Nepal) op 9 maart 2012. Het laatste duel, een vriendschappelijke wedstrijd, vond plaats op 10 oktober 2016 in Manilla.

## Wedstrijden
| № | Plaats    | Datum           | Competitie             | Wedstrijd                | Uitslag |
| - | --------- | --------------- | ---------------------- | ------------------------ | ------- |
| 1 | Kathmandu | 9 maart 2012    | AFC Challenge Cup 2012 | Noord-Korea − Filipijnen | 2 − 0   |
| 2 | Pyongyang | 8 oktober 2015  | WK 2018 kwalificatie   | Noord-Korea − Filipijnen | 0 − 0   |
| 3 | Manilla   | 29 maart 2016   | WK 2018 kwalificatie   | Filipijnen − Noord-Korea | 3 − 2   |
| 4 | Manilla   | 10 oktober 2016 | Vriendschappelijk      | Filipijnen − Noord-Korea | 1 − 3   |

## Samenvatting
| Competitie        | Totaal gespeeld | Winst Filipijnen | Gelijk | Winst Noord-Korea | Doelsaldo Filipijnen – Noord-Korea |
| ----------------- | --------------- | ---------------- | ------ | ----------------- | ---------------------------------- |
| WK-kwalificatie   | 2               | 1                | 1      | 0                 | 3 − 2                              |
| AFC Challenge Cup | 1               | 0                | 0      | 1                 | 0 − 2                              |
| Vriendschappelijk | 1               | 0                | 0      | 1                 | 1 − 3                              |
| Totaal            | 4               | 1                | 1      | 2                 | 4 − 7                              |

## Details

### Eerste ontmoeting
| Noord-Korea                        | 2 – 0 | Filipijnen |
| Pak Nam-Chol 58' Jang Kuk-Chol 70' | goals |            |

PFF · 
A-internationals · 
Filipijns vrouwenelftal
Afghanistan ·
Australië ·
Azerbeidzjan ·
Bahrein ·
Bangladesh ·
Bhutan ·
Brunei ·
Cambodja ·
China ·
Estland ·
Fiji ·
Guam ·
Hongkong ·
India ·
Indonesië ·
Irak ·
Iran ·
Israël ·
Japan ·
Jemen ·
Jordanië ·
Kirgizië ·
Koeweit ·
Laos ·
Libanon ·
Macau ·
Malediven ·
Maleisië ·
Mongolië ·
Myanmar ·
Nepal ·
Noord-Korea ·
Oezbekistan ·
Oman ·
Oost-Timor ·
Pakistan ·
Palestina ·
Papoea-Nieuw-Guinea ·
Qatar ·
Singapore ·
Sri Lanka ·
Syrië ·
Tadzjikistan ·
Taiwan ·
Thailand ·
Turkmenistan ·
Verenigde Arabische Emiraten ·
Vietnam ·
Zuid-Korea ·
Zuid-Vietnam
DPR Korean Football Association · A-internationals · Selecties · Bondscoaches · Noord-Koreaans vrouwenelftal · Noord-Korea U21 · Noord-Korea U20 · Noord-Korea U19 · Noord-Korea U18 · Noord-Korea U17
1959 – 1969 · 
1970 – 1979 · 
1980 – 1989 · 
1990 – 1999 · 
2000 – 2009 · 
2010 – 2019
AC 1980 ·
AC 1992 ·
AC 2011 ·
AC 2015
WK 1966 ·
WK 2010
OS 1964 ·
OS 1976
1959 ·
1960 ·
1961–1964 · 
1965 ·
1966 ·
1967–1972 · 
1973 ·
1974 ·
1975 ·
1976 ·
1977 · 
1978 ·
1979 ·
1980 ·
1981 ·
1982 ·
1983–1984 · 
1985 ·
1986 ·
1987 · 
1988 ·
1989 ·
1990 ·
1991 ·
1992 ·
1993 ·
1994–1997 · 
1998 ·
1999 ·
2000 ·
2001 ·
2002 ·
2003 ·
2004 ·
2005 ·
2006 · 
2007 ·
2008 ·
2009 ·
2010 ·
2011 ·
2012 ·
2013 ·
2014 ·
2015 ·
2016 ·
2017
Afghanistan ·
Australië · 
Bahrein · 
Bangladesh · 
Bolivia · 
Brazilië · 
Bulgarije ·
Burkina Faso ·
Cambodja · 
Canada · 
Chili · 
China · 
Congo-Brazzaville · 
Egypte · 
Filipijnen · 
Finland · 
Griekenland · 
Guam · 
Guinee ·
Hongkong · 
India · 
Indonesië · 
Irak · 
Iran · 
Italië · 
Ivoorkust · 
Japan · 
Jemen · 
Jordanië · 
Kazachstan · 
Kirgizië · 
Koeweit · 
Letland · 
Libanon · 
Macau · 
Maleisië · 
Mali · 
Mexico · 
Mongolië · 
Myanmar · 
Nepal · 
Nigeria · 
Noorwegen · 
Oezbekistan · 
Oman · 
Pakistan ·
Palestina · 
Paraguay ·
Polen · 
Portugal · 
Qatar · 
Saoedi-Arabië · 
Singapore · 
Sovjet-Unie · 
Sri Lanka · 
Syrië · 
Tadzjikistan · 
Taiwan · 
Thailand · 
Turkmenistan · 
Venezuela · 
Verenigde Arabische Emiraten · 
Verenigde Staten · 
Vietnam · 
Zambia · 
Zuid-Afrika · 
Zuid-Korea · 
Zweden
Ivoorkust (2010) ·